# 根室半島

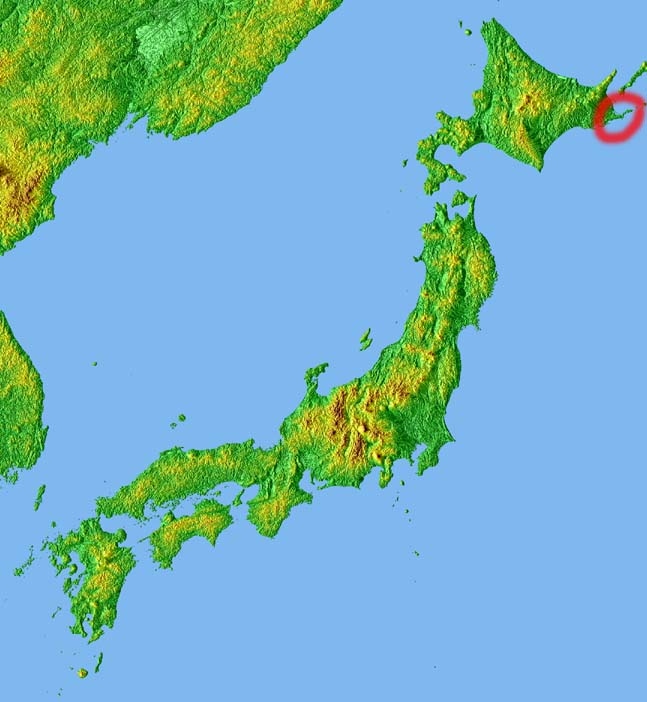
根室半島の位置。スペースシャトル標高データ使用。

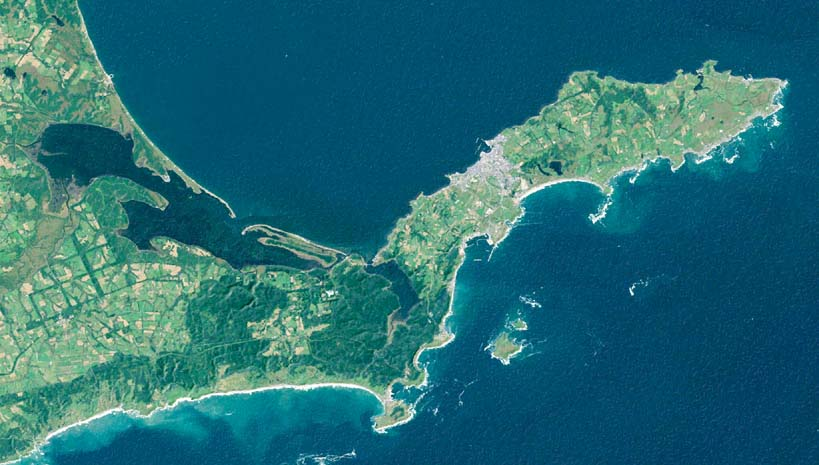
根室半島のランドサット衛星写真。スペースシャトル標高データ使用。

根室半島（ねむろはんとう）は、北海道の東南部にある半島。長さ約30km、幅約8kmの細長い半島であり、東西方向に伸びている。先端の納沙布岬は北海道の東端ともなっている。半島全体が根室市に属し、半島の中央に根室市の中心部がある。付け根部に温根沼、風蓮湖がある。北岸は、根室湾に面する。半島の先には、珸瑤瑁（ごようまい）水道を挟んで歯舞群島が続く。

## 交通

### 鉄道
- 根室本線

### 道路
- 国道44号